# وليام ويست (عالم نبات)
ويليام ويست (22 فبراير 1848 - 14 مايو 1914) كان صيدليًا وعالم نبات وعالم مجهر وكاتبًا إنجليزيًا، اشتهر بشكل خاص بدراساته للطحالب المائية العذبة. كان له ابنان، وكلاهما من علماء النبات، هما ويليام ويست الابن الذي أجرى معه العمل الميداني، وجورج ستيفن ويست الذي شاركه في كتابة منشورات نباتية لأكثر من عشرين عامًا.